# Re (kana)
En l'escriptura japonesa, els caràcters れ(hiragana) i レ(katakana) ocupen el 42è lloc en el sistema modern d'ordenació alfabètica gojūon (五十音), entre d'る i ろ; i el segon en el poema Iroha, entre た i そ. A la taula a la dreta, que segueix l'ordre gojūon (per columnes, i de dreta a esquerra), es troba a la novena columna (ら行, "columna RA") i la quarta fila (え段, "fila E"). En fonologia, una mora és la unitat superior al segment i inferior a la síl·laba.
Tant れ com レ provenen del kanji 礼.

## Romanització
Segons els sistemes de romanització Hepburn modificat, Kunrei-shiki i Nihon-shiki, れ, レ se romanitzen com «re»

## Escriptura
|  | * El caràcter れ s'escriu amb dos traços: 1. Traç vertical en la part esquerra del caràcter. 2. Traç similar al segon traç de わ, només que al final és vertical descendent i acaba corbant-se una mica cap dalt. |
|  | * El caràcter レ s'escriu amb un sol traç. 1. Comença amb una línia vertical cap avall, forma un angle i es corba cap a la dreta.                                                                                 |

## Altres representacions
- Braille japonès:[6]

| ●● －－ |

- Alfabet fonètic: 「れんげのレ」 (la «re de renge», on renge és la flor de lotus)
- Codi Morse: －－－[7]